# El mar (pel·lícula)
El mar és una pel·lícula dirigida per Agustí Villaronga basada en la novel·la homònima de l'escriptor mallorquí Blai Bonet i estrenada l'any 2000.

## Argument
Manuel Tur i Andreu Ramallo són els protagonistes de la pel·lícula, ambdós eren amics de petits i es tornen a trobar en el sanatori de tuberculosos de Caubet (Mallorca). Quan es troben allà l'actitud d'ells és bastant positiva, tanmateix, la convivència fa que es tornin molt diferents, Ramallo amb la seva actitud dolenta i Manuel refugiat en la religió i creences. Això suposa una separació entre els dos amics, i una revelació de Ramallo contra Tur, perquè aquest l'ha enganyat. Manuel Tur mentre el seu amic el viola, agafa un ganivet i el mata.

## Personatges
- Andreu Ramallo (Roger Casamajor)
- Manuel Tur (Bruno Bergonzini)
- Sor Francisca Lluna (Antònia Torrens)
- Jaume Galindo (Hernán González Bordas)
- Carmen Onaindía (Ángela Molina)
- Agustí Alcàntara (Simón Andreu)
- Don Eugeni Morell (Juli Mira)

## Premis i nominacions

### Nominacions
- 2000. Os d'Or
- 2000. Premi Manfred Salzgeber. Festival de Berlin.[2]
- 2001. Goya a la millor actriu revelació per Antònia Torrens
- 2001. Goya a la millor fotografia per Jaume Peracaula